# Kambodža
Kraljevína Kambódža (prej poznana kot Kampúčija, kamboško , prečrkovano: Preăh Réachéanachâkr Kâmpŭchea) je država v Jugovzhodni Aziji z več kot 13 milijoni prebivalcev. Njeno glavno mesto je Phnom Penh. Kambodža je naslednica nekdanjega hindujskega in budističnega Kmerskega imperija, ki je med 11. in 14. stoletjem vladalo večini Indokitajskega polotoka.
Prebivalcem Kambodže pravimo Kambodžani ali Kmeri, čeprav se slednje ime v ožjem pomenu besede nanaša le na etnične Kmere. Večina Kambodžanov je teravadskih budistov kmerskega izvora, v državi živijo tudi številni v glavnem muslimanski Chami, pa tudi Kitajci, Vietnamci in animistična gorska plemena.
Država na zahodu in severozahodu meji na Tajsko, na severovzhodu na Laos ter na vzhodu in jugovzhodu na Vietnam. Na jugu meji na Tajski zaliv. Geografijo Kambodže določata zlasti reka Mekong (v pogovorni kmerščini Tonle Thom ali »Velika reka«) ter Tonlé Sap (»Sladkovodno jezero«), ki je pomemben vir rib. Velik del Kambodže je le malo dvignjen nad morje, zato reka Tonlé Sap v deževni sezoni obrne svojo smer in iz Mekonga teče nazaj k jezeru Tonlé Sap in okoliški poplavni ravnici.
Kamboško gospodarsko sloni predvsem na tekstilni industriji in turizmu. Leta 2006 je število tujih obiskovalcev preseglo 1,7 milijona. Leta 2005 so pod ozemeljskimi vodami Kambodže našli zaloge nafte in zemeljskega plina, katerih komercialno črpanje se bo začelo leta 2009 ali 2010 in bi lahko močno vplivalo na razvoj države.

## Ime
Kmerski naziv Preăh Réachéanachâk Kâmpŭchéa, pogosto le Kampučija (កម្ពុជា), izvira iz sanskrtske besede Kambuja. V pogovornem jeziku Kambodžani svoji državi pogosto pravijo ស្រុកខ្មែរ (Srok Khmer), kar pomeni »Dežela Kmerov«, ali pa (nekoliko bolj uradno) ប្រទេសកម្ពុជា (Prateh Kâmpŭchéa), dobesedno »Država Kambodža«.

## Zgodovina

### Predzgodovina
Obstajajo redki dokazi o pleistocenski človeški prisotnosti v današnji Kambodži, ki vključuje kremen in kvarcitna prodnata orodja, najdena na terasah ob reki Mekong, v provincah Stung Treng in Kratié ter v provinci Kampot, čeprav je njihovo datiranje nezanesljivo. Nekaj manjših arheoloških dokazov kaže, da so skupnosti lovcev in nabiralcev naseljevale to regijo med holocenom: najstarejše arheološko odkritje v Kambodži velja za jamo Laang Spean v provinci Battambang, ki spada v obdobje Hoabinhian. Izkopavanja v njegovih nižjih plasteh so dala vrsto radiokarbonskih datacij okoli 6000 pr. n. št. Zgornje plasti na istem najdišču so pokazale prehod v neolitik in so vsebovale najzgodnejšo datirano lončeno keramiko v Kambodži.
Arheološki zapisi za obdobje med holocenom in železno dobo ostajajo enako omejeni. Ključni dogodek v kamboški prazgodovini je bil počasen prodor prvih pridelovalcev riža s severa, ki se je začel v poznem 3. tisočletju pred našim štetjem. Najbolj nenavaden prazgodovinski dokaz v Kambodži so različna »krožna zemeljska dela«, odkrita v rdeči prsti blizu okrožja Memot in v sosednji regiji Vietnama v zadnjih 1950-ih. O njihovi funkciji in starosti se še vedno razpravlja, vendar nekateri od njih morda izvirajo iz 2. tisočletja pr. n. št.
Druga prazgodovinska najdišča z nekoliko nejasnim datumom sta Samrong Sen (nedaleč od starodavne prestolnice Oudong), kjer so se prve raziskave začele leta 1875 in Phum Snay v severni provinci Banteay Meanchey. Izkopavanja v Phum Snayu so razkrila 21 grobov z železnim orožjem in kranialnimi poškodbami, ki bi lahko kazale na konflikte v preteklosti, možne v večjih mestih v Angkorju. Med rudarskimi dejavnostmi v Ratanakiriju pogosto najdejo prazgodovinske artefakte.
Železo so obdelovali okoli leta 500 pr. n. št., podporni dokazi pa prihajajo s planote Khorat na današnjem Tajskem. V Kambodži so med krožnimi zemeljskimi deli na mestu Lovea nekaj kilometrov severozahodno od Angkorja našli nekaj naselbin iz železne dobe pod Baksei Chamkrongom in drugimi angkorskimi templji. Pokopi, ki so veliko bogatejši od drugih vrst najdb, pričajo o izboljšanju dostopnosti hrane in trgovine (tudi na dolge razdalje: v 4. stoletju pr. n. št. so se že vzpostavile trgovinske zveze z Indijo) ter obstoju družbene strukture in organizacije dela.
Med artefakti iz železne dobe so pomemben dokaz steklene kroglice. Različne vrste steklenih kroglic, najdenih na več najdiščih po vsej Kambodži, kot sta Phum Snay na severozahodu in Prohear na jugovzhodu, kažejo, da sta takrat obstajali dve glavni trgovski mreži. Mreži sta bili ločeni s časom in prostorom, kar kaže na premik iz ene mreže v drugo približno v 2.–4. stoletju našega štetja, verjetno s spremembami v družbenopolitičnih močeh.
- Glazirana lončena posoda iz 12. stoletja
- Kmerska vojska, ki gre v vojno proti Chamom, z reliefa na Bayonu
- Angkor Vat
- Obrazi Bodhisatve Avalokitešvare v Prasat Bayonu

### Predangkorsko in angkorsko obdobje
V 3., 4. in 5. stoletju sta se indijanizirani državi Funan in njen naslednik Chenla združili v današnji Kambodži in jugozahodnem Vietnamu. To, kar naj bi postalo Kambodža, je več kot 2000 let absorbiralo vplive iz Indije in jih prenašalo na druge civilizacije jugovzhodne Azije, ki sta danes Tajska in Laos. Za nekatere od teh politik je malo drugega znanega, vendar jih omenjajo kitajske kronike in zapisi o poklonih. Domneva se, da je bilo na ozemlju Funana pristanišče, ki ga je aleksandrijski geograf Klavdij Ptolemaj poznal kot »Kattigara«. Kitajske kronike kažejo, da je po smrti Džajavarmana I. iz Chenla okoli leta 681 prišlo do nemira, ki je povzročil delitev kraljestva na deželo Chenla in Water Chenla, ki so ji ohlapno vladali šibki knezi pod oblastjo Jave.
Kmerski imperij je zraslo iz teh ostankov Chenla in se trdno uveljavilo leta 802, ko je Džajavarman II. (vladal ok. 790 – ok. 835) razglasil neodvisnost od Jave in se razglasil za Devaraja. On in njegovi privrženci so uvedli kult Božjega kralja in začeli vrsto osvajanj, ki so oblikovala imperij, ki je cvetel na tem območju od 9. do 15. stoletja. Med vladavino Džajavarmana VIII. je imperij Angkor napadla mongolska vojska Kublajkana, vendar je kralj lahko kupil mir. Približno v 13. stoletju so teravavadski misijonarji iz Šrilanke ponovno predstavili teravadski budizem v jugovzhodni Aziji in že pošiljali misijonarje v 1190-ih. Vera se je razširila in sčasoma izpodrinila hinduizem in mahajanski budizem kot priljubljeno vero Angkorja; vendar ni bila uradna državna vera do leta 1295, ko je oblast prevzel Indravarman III.
Kmerski imperij je bil največji imperij jugovzhodne Azije v 12. stoletju. Središče moči imperija je bil Angkor, kjer je bilo na vrhuncu zgrajenih vrsta prestolnic. Leta 2007 je mednarodna skupina raziskovalcev s satelitskimi fotografijami in drugimi sodobnimi tehnikami ugotovila, da je bil Angkor največje predindustrijsko mesto na svetu z urbano površino 2980 kvadratnih kilometrov. Mesto, v katerem bi lahko živelo do enega milijona ljudi in Angkor Vat, najbolj znan in najbolje ohranjen verski tempelj na tem mestu, še vedno spominjata na preteklost Kambodže kot velike regionalne sile. Imperij je, čeprav v zatonu, ostalo pomembna sila v regiji do svojega padca v 15. stoletju.

### Post-angkorsko obdobje
Po dolgem nizu vojn s sosednjimi kraljestvi je Angkor oplenilo kraljestvo Ajutaja in ga leta 1432 zapustilo zaradi ekološke okvare in okvare infrastrukture. To je vodilo v obdobje gospodarske, družbene in kulturne stagnacije, ko so notranje zadeve kraljestva vse bolj postajale pod nadzorom njegovih sosed. V tem času je kmersko nagnjenje k gradnji spomenikov prenehalo. Starejše vere, kot sta mahajanski budizem in hindujski kult boga-kralja, je izpodrinil teravada budizem.
Dvor je prestolnico preselil v Longvek, kjer si je kraljestvo s pomorsko trgovino prizadevalo povrniti svojo slavo. Prva omemba Kambodže v evropskih dokumentih je bila leta 1511 s strani Portugalcev. Portugalski popotniki so mesto opisali kot kraj cvetočega bogastva in zunanje trgovine. Nadaljevanje vojn z Ajutajo in Vietnamci je povzročilo izgubo več ozemlja in Longvek, ki ga je leta 1594 osvojil in uničil kralj Ajutaje Naresuan Veliki. Leta 1618 je bila v Oudongu južno od Longveka ustanovljena nova prestolnica Kmerov, vendar so njeni monarhi lahko preživeli le z vstopom v izmenično vazalno razmerje s Siamci in Vietnamci v naslednjih treh stoletjih z le nekaj kratkotrajnimi obdobji relativne neodvisnosti.
Hribovsko ljudstvo v Kambodži so »Siamci (Tajci), Anamiti (Vietnamci) in Kambodžani nenehno lovili in odpeljali kot sužnje«.
V 19. stoletju je ponovni boj med Siamom in Vietnamom za nadzor nad Kambodžo povzročil obdobje, ko je Kambodža postala provinca Tây Thành v Vietnamu Nguyễnov, v katerem so vietnamski uradniki poskušali prisiliti Kmere, da sprejmejo vietnamske običaje. To je privedlo do več uporov proti Vietnamcem in pozivov Tajski za pomoč. Siamsko-vietnamska vojna (1841–1845) se je končala s sporazumom o postavitvi države pod skupno suzerenstvo. To je kasneje vodilo do podpisa pogodbe o francoski zaščiti Kambodže s strani kralja Norodoma Prohmboriraka.

### Francoska kolonizacija
Leta 1863 je kralj Norodom, ki ga je postavil Siam, zahteval zaščito Kambodže pred Siamom s francosko oblastjo. Leta 1867 je Rama IV. podpisal pogodbo s Francijo, s katero se je odpovedal suverenosti nad Kambodžo v zameno za nadzor nad provincama Battambang in Siem Reap, ki sta uradno postali del Siama. Province so bile po mejni pogodbi med Francijo in Siamom leta 1907 vrnjene Kambodži.
Kambodža je bila od leta 1867 do 1953 še naprej protektorat Francije, upravljana kot del kolonije Francoske Indokine, čeprav jo je od leta 1941 do 1945 zasedel Japonski imperij in je sredi leta 1945 na kratko obstajala kot marionetna država Kraljevina Kampučija. Med letoma 1874 in 1962 se je celotno prebivalstvo povečalo s približno 946.000 na 5,7 milijona. Po smrti kralja Norodoma leta 1904 je Francija manipulirala z izbiro kralja in na prestol je bil postavljen Sisowath, Norodomov brat. Prestol se je izpraznil leta 1941 s smrtjo Monivonga, Sisowathovega sina in Francija je prevzela Monivongovega sina Moniretha, saj je menila, da je preveč neodvisen. Namesto njega je bil ustoličen Norodom Sihanuk, materin vnuk kralja Sisowatha. Francozi so mislili, da bo mladega Sihanuka lahko nadzorovati. Vendar so se motili in pod vladavino kralja Norodoma Sihanuka je Kambodža 9. novembra 1953 pridobila neodvisnost od Francije.

### Neodvisnost in vietnamska vojna
Kambodža je postala ustavna monarhija pod kraljem Norodomom Sihanukom. Ko je Francoska Indokina dobila neodvisnost, je Kambodža izgubila upanje, da bo ponovno prevzela nadzor nad Mekongovo delto saj je bila dodeljena Vietnamu. Nekdanji del Kmerskega imperija je bilo območje pod nadzorom Vietnamcev od leta 1698, z dovoljenjem za naselitev na tem območju desetletja pred tem, ki ga je izdal kralj Chey Chettha II. Vietnamcem.  To ostaja diplomatska težava, saj v tej regiji še vedno živi več kot milijon etničnih Kmerov (Khmer Krom). Rdeči Kmeri so poskušali z invazijo pridobiti ozemlje, kar je deloma privedlo do vietnamske invazije na Kambodžo in selitve Rdečih Kmerov.
Leta 1955 je Sihanuk abdiciral v korist svojega očeta, da bi sodeloval v politiki, in bil izvoljen za premierja. Po očetovi smrti leta 1960 je Sihanuk ponovno postal vodja države in prevzel naziv princ. Ko je vietnamska vojna napredovala, je Sihanuk sprejel uradno politiko nevtralnosti v hladni vojni. Sihanuk je dovolil vietnamskim komunistom, da Kambodžo uporabijo kot zatočišče in oskrbovalno pot za svoje orožje in drugo pomoč oboroženim silam, ki se borijo v Južnem Vietnamu. Mnogi Kambodžani so to politiko razumeli kot ponižujočo. Decembra 1967 je novinarju Washington Posta Stanleyju Karnowu Sihanuk povedal, da če bi ZDA želele bombardirati vietnamska komunistična svetišča, ne bi nasprotoval, razen če bi bili Kambodžani ubiti.
Enako sporočilo je bilo januarja 1968 posredovano odposlancu ameriškega predsednika Johnsona Chesterju Bowlesu. Vendar je Sihanuk v javnosti zavrnil pravico ZDA do uporabe zračnih napadov v Kambodži in 26. marca dejal, da se morajo »ti zločinski napadi takoj in dokončno ustaviti«. 28. marca je bila organizirana tiskovna konferenca in Sihanuk je mednarodne medije pozval: »Pozivam vas, da v tujini objavite to zelo jasno stališče Kambodže – to pomeni, da bom v vsakem primeru nasprotoval vsem bombnim napadom na ozemlju Kambodže pod kakršno koli pretvezo.« Kljub temu so bile javne prošnje Sihanuka prezrte in bombardiranje se je nadaljevalo. Člani vlade in vojske so postali jezni nad Sihanukovim načinom vladanja, pa tudi zaradi njegovega odmika od Združenih držav.

### Kmerska republika (1970–75)
Med obiskom Pekinga leta 1970 je bil Sihanuk odstavljen z vojaškim udarom, ki sta ga vodila premier general Lon Nol in princ Sisowath Sirik Matak. Podpora ZDA državnemu udaru ostaja nedokazana. Ko pa je bil državni udar končan, je novi režim, ki je takoj zahteval, da vietnamski komunisti zapustijo Kambodžo, pridobil politično podporo ZDA. Sile Severnega Vietnama in Viet Konga, ki so obupano želele obdržati svoja zatočišča in oskrbovalne linije iz Severnega Vietnama, so takoj začele oborožene napade na novo vlado. Kralj je pozval svoje privržence, naj pomagajo pri strmoglavljenju te vlade, kar je pospešilo izbruh državljanske vojne.
Kmalu so ga uporniki Rdeči Kmeri začeli uporabljati za pridobivanje podpore. Vendar pa je bil od leta 1970 do začetka leta 1972 kamboški konflikt večinoma konflikt med vlado in vojsko Kambodže ter oboroženimi silami Severnega Vietnama. Ko so pridobili nadzor nad kamboškim ozemljem, so vietnamski komunisti vsilili novo politično infrastrukturo, v kateri so sčasoma prevladovali kamboški komunisti, ki jih zdaj imenujemo Rdeči Kmeri. Med letoma 1969 in 1973 so sile Republike Vietnam in ZDA bombardirale Kambodžo, da bi uničile Viet Kong in Rdeče Kmere.
Dokumenti, odkriti iz sovjetskih arhivov po letu 1991, razkrivajo, da se je severnovietnamski poskus preplavitve Kambodže leta 1970 začel na izrecno zahtevo Rdečih Kmerov in po pogajanjih s Pol Potovim takrat drugim poveljnikom, Nuon Chea.  Enote NVA so zavzele številne položaje kamboške vojske, medtem ko je Komunistična partija Kambodže (CPK) razširila svoje manjše napade na komunikacijske linije. Kot odgovor na severnovietnamsko invazijo je ameriški predsednik Richard Nixon objavil, da so kopenske sile ZDA in Južnega Vietnama vstopile v Kambodžo v kampanji, katere cilj je uničenje baz NVA v Kambodži. Čeprav so ameriške in južnovietnamske sile zasegle ali uničile precejšnjo količino opreme, se je zadrževanje severnovietnamskih sil izkazalo za izmuzljivo.
Vodstvo Kmerske republike je pestila neenotnost med tremi glavnimi osebnostmi: Lonom Nolom, Sihanukovim bratrancem Sirikom Matakom in voditeljem narodne skupščine In Tamom. Lon Nol je delno ostal na oblasti zato, ker nobeden od drugih ni bil pripravljen prevzeti njegovega mesta. Leta 1972 je bila sprejeta ustava, izvoljen parlament in Lon Nol je postal predsednik. Toda neenotnost, težave pri preoblikovanju 30.000-članske vojske v nacionalno bojno silo z več kot 200.000 možmi in širjenje korupcije so oslabili civilno upravo in vojsko.
Komunistični upor v Kambodži je še naprej rasel, ob pomoči zalog in vojaške podpore iz Severnega Vietnama. Pol Pot in Ieng Sary sta uveljavila svojo prevlado nad vietnamsko usposobljenimi komunisti, od katerih so bili mnogi očiščeni. Istočasno so se sile CPK okrepile in postale bolj neodvisne od svojih vietnamskih pokroviteljev. Do leta 1973 se je CPK bojevala proti vladnim silam z malo ali nič podpore severnovietnamskih enot in nadzorovala je skoraj 60 % ozemlja Kambodže in 25 % njenega prebivalstva. Vlada je trikrat neuspešno poskušala začeti pogajanja z uporniki, toda do leta 1974 je CPK odprto delovala kot divizija, nekatere bojne enote NVA pa so se preselile v Južni Vietnam. Nadzor Lon Nola je bil zmanjšan na majhne enklave okoli mest in glavnih prometnih poti. V Phnom Penhu in drugih mestih je živelo več kot 2 milijona vojnih beguncev.
Na novo leto 1975 so komunistične čete sprožile ofenzivo, ki je v 117 dneh najhujših spopadov v vojni pripeljala do propada Kmerske republike. Hkratni napadi po obodu Phnom Penha so priklenili republikanske sile, medtem ko so druge enote CPK zavzele ognjene baze, ki so nadzorovale vitalno oskrbovalno pot spodnjega Mekonga. Letalski prevoz streliva in riža, ki so ga financirale ZDA, se je končal, ko je kongres zavrnil dodatno pomoč za Kambodžo. Vlada Lon Nola v Phnom Penhu se je predala 17. aprila 1975, le pet dni po tem, ko je misija ZDA evakuirala Kambodžo.

### Režim Rdečih Kmerov, 1975–1978
Rdeči Kmeri so dosegli Phnom Penh in prevzeli oblast leta 1975. Pod vodstvom Pola Pota so spremenili uradno ime države v Demokratično Kampučijo. Novi režim se je zgledoval po maoistični Kitajski med velikim skokom naprej, nemudoma je evakuiral mesta in celotno prebivalstvo poslal na prisilne pohode v projekte dela na podeželju. Poskušali so obnoviti kmetijstvo v državi po vzoru iz 11. stoletja, zavrgli so zahodno medicino in uničili templje, knjižnice in vse, kar je veljalo za zahodno.
Ocene o tem, koliko ljudi je ubil režim Rdečih Kmerov, segajo od približno enega do treh milijonov; najpogosteje naveden podatek je dva milijona (približno četrtina prebivalstva). To obdobje je povzročilo izraz Killing Fields in zapor Tuol Sleng je postal razvpit zaradi svoje zgodovine množičnih pobojev. Na stotisoče jih je zbežalo čez mejo v sosednjo Tajsko. Režim je nesorazmerno ciljal na etnične manjšine. Muslimani Chami so bili deležni resnih čistk, pri čemer je bila iztrebljena kar polovica njihovega prebivalstva. Pol Pot je bil odločen ohraniti svojo moč in onemogočiti vse sovražnike ali morebitne grožnje, zato je povečal svoja nasilna in agresivna dejanja proti svojemu ljudstvu.
Prisilna repatriacija leta 1970 in smrti med obdobjem Rdečih Kmerov so zmanjšali vietnamsko prebivalstvo v Kambodži med 250.000 in 300.000 leta 1969 na poročanih 56.000 leta 1984. Vendar pa večina žrtev režima Rdečih Kmerov ni bila etničnih manjšin, temveč etničnih Kmerov. Tarče so bili tudi strokovnjaki, kot so zdravniki, odvetniki in učitelji. Po besedah Roberta D. Kaplana so bila »očala tako smrtonosna kot rumena zvezda«, saj so veljala za znak intelektualizma.
Rdeči Kmeri so bili še posebej ostro tarča verskih institucij. Religija je bila tako grozljivo preganjana do tako grozljivega obsega, da je bila velika večina kamboške zgodovinske arhitekture, 95 % kamboških budističnih templjev, popolnoma uničena.

### Vietnamska okupacija in tranzicija, 1978–1992
Novembra 1978 so vietnamske čete vdrle v Kambodžo kot odgovor na mejne napade Rdečih Kmerov. Ljudska republika Kampučija (PRK), prosovjetska država, ki jo vodi Kampučijska ljudska revolucionarna stranka, stranka, ki so jo leta 1951 ustanovili Vietnamci in jo vodi skupina Rdečih Kmerov, ki so pobegnili iz Kambodže, da bi se izognili čistki Pol Pota in Ta Moka. V celoti je bila podrejena okupacijski vietnamski vojski in pod vodstvom vietnamskega veleposlanika v Phnom Penhu. Orožje je prihajalo iz Vietnama in Sovjetske zveze.
V nasprotju z novoustanovljeno državo je bila leta 1981 iz treh frakcij ustanovljena vlada v izgnanstvu, imenovana Koalicijska vlada demokratične Kampučije (CGDK). To so sestavljali Rdeči Kmeri, rojalistična frakcija, ki jo je vodil Sihanuk in Kmerska ljudska narodna osvobodilna fronta. Njegove poverilnice so priznali Združeni narodi. Predstavnik Rdečih Kmerov pri ZN, Thiounn Prasith, je bil zadržan, vendar je moral delovati v posvetovanju s predstavniki nekomunističnih kamboških strank. Zavrnitev Vietnama, da se umakne iz Kambodže, je povzročila gospodarske sankcije  ZDA in njihovih zaveznikov.
Mirovna prizadevanja so se začela v Parizu leta 1989 v okviru države Kambodža, vrhunec pa so dosegla dve leti pozneje, oktobra 1991, s pariško celovito mirovno poravnavo. ZN so dobili mandat za uveljavljanje premirja in obravnavanje beguncev ter razorožitev, znan kot Prehodna oblast Združenih narodov v Kambodži (UNTAC).

### Moderna Kambodža (1993–danes)
Leta 1993 je bila monarhija obnovljena z Norodomom Sihanukom, ponovno vzpostavljenim za kralja, prve povojne volitve pa je koordiniral UNTAC. Na volitvah je v parlamentu zmagal FUNCINPEC, ki ga vodi Sihanukov sin Ranariddh. Sporazum o delitvi oblasti je bil sklenjen z Ranariddhom in Hun Senom iz Kamboške ljudske stranke, ki sta bila hkrati sopredsednika vlad, potem ko je CPP zagrozila z odcepitvijo dela države, če bo oblast v celoti prenesena na FUNCINPEC. Stabilnost, ki je bila vzpostavljena po konfliktu, je leta 1997 omajal državni udar, ki ga je vodil sopredsednik vlade Hun Sen, ki je odstavil Ranariddha in druge stranke, zastopane v vladi, ter utrdil oblast CPP. Ko se je vlada pod Senom uspela stabilizirati, je bila Kambodža 30. aprila 1999 sprejeta v Združenje držav jugovzhodne Azije (ASEAN). Norodom Sihamoni je bil okronan za kamboškega kralja leta 2004 po abdikaciji svojega očeta Sihanuka.
V poznih 1990-ih in zgodnjih 2000-ih so prizadevanja za obnovo napredovala, kar je privedlo do določene politične stabilnosti prek večstrankarske demokracije pod ustavno monarhijo, čeprav so Senovo vladavino zaznamovale zlorabe človekovih pravic in korupcija. Gospodarstvo Kambodže je v letih 2000-ih in 2010-ih hitro raslo, Kitajska pa je nudila precejšnjo podporo za naložbe in razvoj infrastrukture kot del pobude Belt and Road Initiative.
Sodišče za vojne zločine, ki ga podpirajo ZN, si je prizadevalo preiskati zločine, storjene v obdobju Demokratične Kampučije in preganjati njene voditelje. Vendar je Hun Sen nasprotoval obsežnim sojenjem ali preiskavam nekdanjih uradnikov Rdečih Kmerov. Julija 2010 je bil Kang Kek Iew prvi član Rdečih Kmerov, ki je bil spoznan za krivega vojnih zločinov in zločinov proti človeštvu v vlogi nekdanjega poveljnika uničevalnega taborišča S21 in je bil obsojen na dosmrtno ječo. Avgusta 2014 je sodišče Khieua Samphana, 83-letnega nekdanjega voditelja države in Nuona Chea, njegovega glavnega ideologa, 88-letnega, obsodilo na dosmrtno ječo zaradi obtožb vojnih zločinov zaradi njune vloge pri terorizmu v državi. obdobje v 1970-ih.
Po kamboških splošnih volitvah leta 2013 so obtožbe opozicijske stranke Kamboške narodne reševalne stranke o volilnih goljufijah povzročile obsežne protivladne proteste, ki so se nadaljevali v naslednjem letu. Protesti so se končali po zatrtju vladnih sil.
Kamboška narodna reševalna stranka je bila razpuščena pred kamboškimi splošnimi volitvami leta 2018, vladajoča kamboška ljudska stranka pa je prav tako uvedla strožje omejitve množičnih medijev. CPP je osvojila vse sedeže v državni skupščini brez velike opozicije, s čimer je dejansko utrdila de facto enostrankarsko vladavino v državi.
Svetovna pandemija COVID-19 se je v Kambodžo razširila v začetku leta 2020. Kljub zmanjševanju širjenja bolezni večji del leta 2020, je bil zdravstveni sistem v državi pod pritiskom zaradi velikega izbruha v začetku leta 2021, ki je povzročil več zapor. Imelo je tudi hude gospodarske posledice, pri čemer je bila turistična industrija še posebej prizadeta zaradi omejitev mednarodnih potovanj.
Premier Hun Sen, ki je položaj prevzel pred 37 leti in je eden voditeljev z najdaljšim stažem na svetu, ima oblast zelo trdno v rokah. Obtožen je bil zatiranja nasprotnikov in kritikov. Decembra 2021 je Hun Sen napovedal podporo svojemu sinu Hunu Manetu za njegovega naslednika po naslednjih splošnih volitvah leta 2023. CPP je 24. decembra 2021 potrdila Maneta kot svojega prihodnjega kandidata za predsednika vlade. Oktobra 2022 je Hun Sen opozoril člane CPP, da bo najnovejša in največja opozicijska stranka v državi, stranka Candlelight, morda razpuščena pred splošnimi volitvami leta 2023. Opozorilo je prišlo po tožbi, ki jo je junija 2022 vložila Državna volilna komisija proti podpredsedniku stranke Son Chhayju, ki ga je obtožila obrekovanja, ko je govoril proti volilnim goljufijam CPP.

## Geografija
Kambodža ima površino 181.035 kvadratnih kilometrov in leži v celoti v tropih, med zemljepisnima širinama 10° in 15°S ter zemljepisnima dolžinama 102° in 108°V. Na severu in zahodu meji na Tajsko, na severovzhodu na Laos, na vzhodu in jugovzhodu pa na Vietnam. Ima 443 kilometrov obale vzdolž Tajskega zaliva.
Za pokrajino Kambodže je značilna nizko ležeča osrednja planota, ki je obdana z vzpetinami in nizkimi gorami ter vključuje Tonlé Sap (Veliko jezero) in zgornji tok delte reke Mekong. Navzven od tega osrednjega območja se raztezajo prehodne ravnice, redke gozdnate in se dvigajo do višin približno 200 metrov nad morsko gladino.
Na severu se kamboška planota naslanja na strmino peščenjaka, ki tvori proti jugu obrnjeno pečino, ki se razteza več kot 320 kilometrov od zahoda proti vzhodu in se nenadoma dviga nad planoto do višine 180–550 metrov. Ta pečina označuje južno mejo gorovja Dângrêk.
Skozi vzhodne regije Kambodže proti jugu teče reka Mekong. Vzhodno od Mekonga se prehodne nižine postopoma združijo z vzhodnim višavjem, območjem gozdnatih gora in visokih planot, ki segajo v Laos in Vietnam. V jugozahodni Kambodži dva različna gorska bloka, Gorovje Cardamom in gorovje Dâmrei, tvorita drugo visokogorsko regijo, ki pokriva velik del kopnega med Tonlé Sap in Tajskim zalivom.
Na tem oddaljenem in večinoma nenaseljenem območju se Phnom Aural, najvišji vrh Kambodže, dviga do nadmorske višine 1813 metrov. Južno obalno območje, ki meji na Tajski zaliv, je ozek nižinski pas, močno gozdnat in redko poseljen, ki je od osrednje nižine izoliran z jugozahodnim višavjem.
Najbolj značilna geografska značilnost so poplavna območja Tonlé Sapa, ki merijo približno 2590 kvadratnih kilometrov v sušnem obdobju in se razširijo na približno 24.605 kvadratnih kilometrov v deževnem obdobju. Ta gosto poseljena ravnina, ki je namenjena mokremu gojenju riža, je središče Kambodže. Velik del tega območja je bil določen kotbiosferni rezervat.

### Podnebje
V podnebju Kambodže, tako kot podnebju preostale jugovzhodne Azije, prevladujejo monsuni, in ga zaradi izrazitih sezonskih razlik poznamo kot tropsko mokro in suho.
Kambodža ima temperaturno območje od 21 do 35 °C in doživlja tropske monsune. Jugozahodni monsuni pihajo v notranjost in prinašajo vlažne vetrove iz Tajskega zaliva in Indijskega oceana od maja do oktobra. Severovzhodni monsun vodi v suho sezono, ki traja od novembra do aprila. Država doživlja največ padavin od septembra do oktobra, najbolj suho obdobje pa od januarja do februarja.
Po podatkih Mednarodnega raziskovalnega centra za razvoj in Združenih narodov velja Kambodža poleg Filipinov za najbolj ranljivo državo jugovzhodne Azije za učinke podnebnih sprememb. Podnebne spremembe prizadenejo skoraj vse province v Kambodži. Podeželsko obalno prebivalstvo je še posebej ogroženo. Pomanjkanje čiste vode, ekstremne poplave, blatni plazovi, višja gladina morja in potencialno uničujoča neurja so še posebej zaskrbljujoči, pravi kamboško zavezništvo za podnebne spremembe. Podnebne spremembe so v zadnjih letih močno vplivale tudi na nivo vode, ekologijo in produktivnost Tonlé Sapa, kar je vplivalo na prehransko varnost in kmetijstvo velikega deleža kamboškega prebivalstva.
Kambodža ima dva različna letna časa. V deževnem obdobju, ki traja od maja do oktobra, lahko temperature padejo na 22 °C, na splošno pa ga spremlja visoka vlažnost. Sušno obdobje traja od novembra do aprila, ko se lahko temperature okoli aprila dvignejo do 40 °C. Katastrofalne poplave so se zgodile leta 2001 in ponovno leta 2002, z določeno stopnjo poplav skoraj vsako leto. Hude poplave so prizadele tudi 17 provinc v Kambodži med sezono pacifiškega tajfuna leta 2020.

### Biodiverziteta in zavarovanje
Biotska raznovrstnost Kambodže v veliki meri temelji na njenih sezonskih tropskih gozdovih, ki vsebujejo približno 180 zabeleženih drevesnih vrst, in obrežnih ekosistemih. V znanosti je zabeleženih 212 vrst sesalcev, 536 vrst ptic, 240 vrst plazilcev, 850 vrst sladkovodnih rib (območje jezera Tonlé Sap) in 435 vrst morskih rib. Velik del te biotske raznovrstnosti je okoli jezera Tonlé Sap in okoliške biosfere.
Biosferni rezervat Tonlé Sap je rezervat, ki obdaja jezero Tonlé Sap. Obsega jezero in devet provinc: Kampong Thom, Siem Reap, Battambang, Pursat, Kampong Chhnang, Banteay Meanchey, Pailin, Oddar Meanchey in Preah Vihear. Leta 1997 je bilo uspešno imenovano za Unescov biosferni rezervat. Drugi ključni habitati vključujejo zimzelene in suhe gozdove Dipterocarp v provinci Mondolkiri, ki jih ščitijo zavetišče za prostoživeče živali Keo Seima, zavetišče za prostoživeče živali Phnom Prich in zavetišče za prostoživeče živali Srepok, kot tudi provinca Ratanakiri in ekosistem gorovja Kardamom, vključno z narodnim parkom Preah Monivong, narodnim parkom Botum-Sakor ter zavetišče za divje živali Phnom Aural in Phnom Samkos.
Svetovni sklad za naravo priznava šest različnih kopenskih ekoregij v Kambodži – deževne gozdove gorovja Kardamom, suhi gozd osrednjega Indokitajskega polotoka, suhi zimzeleni gozd jugovzhodnega Indokitajskega polotoka, tropski gozd južnega območja Annamitskega gorovja, sladkovodni močvirni gozd Tonlé Sap in šotni močvirni gozd Tonlé Sap-Mekong.
Stopnja krčenja gozdov v Kambodži je ena najvišjih na svetu in se pogosto dojema kot najbolj uničujoče, edinstveno okoljsko vprašanje v državi. Pokritost s prvinskim gozdom v Kambodži se je zmanjšala z več kot 70 % leta 1969 na samo 3,1 % leta 2007. Skupno je Kambodža med letoma 1990 in 2005 izgubila 25.000 km2 gozda – 3.340 km2 od tega je bil primarni gozd. Od leta 2007 je ostalo manj kot 3.220 km2 primarnih gozdov, zaradi česar je prihodnja trajnost gozdnih rezervatov v Kambodži resno ogrožena.
V letih 2010–2015 je bila letna stopnja krčenja gozdov 1,3 %. Degradacija okolja vključuje tudi narodne parke in zavetišča za divje živali v velikem obsegu, številnim ogroženim in endemičnim vrstam pa zdaj grozi izumrtje zaradi izgube habitatov. Obstaja veliko razlogov za krčenje gozdov v Kambodži, ki segajo od oportunistične nezakonite sečnje do obsežnih posek zaradi velikih gradbenih projektov in kmetijskih dejavnosti. Globalno vprašanje prilaščanja zemljišč je še posebej razsodno v Kambodži. Krčenje gozdov vključuje lokalno prebivalstvo, kamboška podjetja in oblasti ter transnacionalne korporacije z vsega sveta.
Načrti za razvoj hidroelektrarn v podregiji Velikega Mekonga, zlasti v Laosu, predstavljajo »resnično nevarnost za oskrbo s hrano v Vietnamu in Kambodži. Gorvodni jezovi bodo ogrozili ribje staleže, ki zagotavljajo veliko večino beljakovin v Kambodži in bi lahko tudi ogolili Mekong mulja, ki ga Vietnam potrebuje za svojo košaro riža«. Bogato ribištvo Tonlé Sap, največjega sladkovodnega jezera v jugovzhodni Aziji, večinoma oskrbuje revno državo z beljakovinami. Jezero je nenavadno: v sušnem obdobju skoraj izgine, nato pa se močno razširi, ko se tok vode iz Mekonga okrepi, ko pride deževje. »Te ribe so tako pomembne za njihovo preživetje, tako z gospodarskega kot s prehranskega vidika«, je dejal Gordon Holtgrieve, profesor na univerzi v Washingtonu, ki raziskuje kamboške sladkovodne ribe in poudarja, da nobeden od jezov, ki so zgrajeni ali se gradijo na Reka Mekong » ne kaže na dobre rezultate za ribištvo«.
V letu 2010 sta kamboška vlada in izobraževalni sistem povečala svojo vključenost in sodelovanje z nacionalnimi in mednarodnimi okoljskimi skupinami. Nova nacionalna okoljska strategija in akcijski načrt (NESAP) za Kambodžo naj bi se izvajala od konca leta 2016 do leta 2023 in vsebuje nove zamisli o tem, kako spodbuditi zeleno in okoljsko trajnostno rast države.

### Upravne enote
Avtonomna občina (reach thani) in province (khaet) Kambodže so upravne enote prve stopnje. Kambodža je razdeljena na 25 provinc, vključno z avtonomno občino.
Občine in okrožja so drugostopenjske upravne enote Kambodže. Province so razdeljene na 159 okrožij in 26 občin. Okrožja in občine so nadalje razdeljene na komune (khum) in četrti (sangkat).
| \| Št. \| Provinca \| Glavno mesto \| Površina (km2) \| Št. prebivalcev (2019) \| \| --- \| ---------------- \| ---------------- \| -------------- \| ---------------------- \| \| 1 \| Banteay Meanchey \| Serei Saophoan \| 6679 \| 861.883 \| \| 2 \| Battambang \| Battambang \| 11.702 \| 997.169 \| \| 3 \| Kampong Cham \| Kampong Cham \| 4549 \| 899.791 \| \| 4 \| Kampong Chhnang \| Kampong Chhnang \| 5521 \| 527.027 \| \| 5 \| Kampong Speu \| Chbar Mon \| 7017 \| 877.523 \| \| 6 \| Kampong Thom \| Stung Saen \| 13.814 \| 681.549 \| \| 7 \| Kampot \| Kampot \| 4873 \| 593.829 \| \| 8 \| Kandal \| Ta Khmau \| 3,179 \| 1.201.581 \| \| 9 \| Kep \| Kep \| 336 \| 42.665 \| \| 10 \| Koh Kong \| Khemarak Phoumin \| 10.090 \| 125.902 \| \| 11 \| Kratié \| Kratié \| 11.094 \| 374.755 \| \| 12 \| Mondulkiri \| Senmonorom \| 14.288 \| 92.213 \| \| 13 \| Oddar Meanchey \| Samraong \| 6158 \| 276.038 \| \| 14 \| Pailin \| Pailin \| 803 \| 75.112 \| \| 15 \| Phnom Penh \| Phnom Penh \| 679 \| 2.281.951 \| \| 16 \| Preah Sihanouk \| Preah Sihanouk \| 1938 \| 310.072 \| \| 17 \| Preah Vihear \| Preah Vihear \| 13.788 \| 254.827 \| \| 18 \| Pursat \| Pursat \| 12.692 \| 419.952 \| \| 19 \| Prey Veng \| Prey Veng \| 4883 \| 1.057.720 \| \| 20 \| Ratanakiri \| Banlung \| 10.782 \| 217.453 \| \| 21 \| Siem Reap \| Siem Reap \| 10.299 \| 1.014.234 \| \| 22 \| Stung Treng \| Stung Treng \| 11.092 \| 165.713 \| \| 23 \| Svay Rieng \| Svay Rieng \| 2966 \| 525.497 \| \| 24 \| Takéo \| Doun Kaev \| 3563 \| 900.914 \| \| 25 \| Tboung Khmom \| Suong \| 5250 \| 776.841 \| |                  |                  |                |                        |
| Št. | Provinca         | Glavno mesto     | Površina (km2) | Št. prebivalcev (2019) |
| 1 | Banteay Meanchey | Serei Saophoan   | 6679           | 861.883                |
| 2 | Battambang       | Battambang       | 11.702         | 997.169                |
| 3 | Kampong Cham     | Kampong Cham     | 4549           | 899.791                |
| 4 | Kampong Chhnang  | Kampong Chhnang  | 5521           | 527.027                |
| 5 | Kampong Speu     | Chbar Mon        | 7017           | 877.523                |
| 6 | Kampong Thom     | Stung Saen       | 13.814         | 681.549                |
| 7 | Kampot           | Kampot           | 4873           | 593.829                |
| 8 | Kandal           | Ta Khmau         | 3,179          | 1.201.581              |
| 9 | Kep              | Kep              | 336            | 42.665                 |
| 10 | Koh Kong         | Khemarak Phoumin | 10.090         | 125.902                |
| 11 | Kratié           | Kratié           | 11.094         | 374.755                |
| 12 | Mondulkiri       | Senmonorom       | 14.288         | 92.213                 |
| 13 | Oddar Meanchey   | Samraong         | 6158           | 276.038                |
| 14 | Pailin           | Pailin           | 803            | 75.112                 |
| 15 | Phnom Penh       | Phnom Penh       | 679            | 2.281.951              |
| 16 | Preah Sihanouk   | Preah Sihanouk   | 1938           | 310.072                |
| 17 | Preah Vihear     | Preah Vihear     | 13.788         | 254.827                |
| 18 | Pursat           | Pursat           | 12.692         | 419.952                |
| 19 | Prey Veng        | Prey Veng        | 4883           | 1.057.720              |
| 20 | Ratanakiri       | Banlung          | 10.782         | 217.453                |
| 21 | Siem Reap        | Siem Reap        | 10.299         | 1.014.234              |
| 22 | Stung Treng      | Stung Treng      | 11.092         | 165.713                |
| 23 | Svay Rieng       | Svay Rieng       | 2966           | 525.497                |
| 24 | Takéo            | Doun Kaev        | 3563           | 900.914                |
| 25 | Tboung Khmom     | Suong            | 5250           | 776.841                |

### Največja mesta
| Največja mesta države Kambodža 2019 Census | Največja mesta države Kambodža 2019 Census | Največja mesta države Kambodža 2019 Census | Največja mesta države Kambodža 2019 Census | Največja mesta države Kambodža 2019 Census | Največja mesta države Kambodža 2019 Census | Največja mesta države Kambodža 2019 Census | Največja mesta države Kambodža 2019 Census | Največja mesta države Kambodža 2019 Census | Največja mesta države Kambodža 2019 Census |
|                                            | Rang                                       |                                            | Provinca                                   | Preb.                                      | Rang                                       |                                            | Provinca                                   | Preb.                                      |                                            |
| ------------------------------------------ | ------------------------------------------ | ------------------------------------------ | ------------------------------------------ | ------------------------------------------ | ------------------------------------------ | ------------------------------------------ | ------------------------------------------ | ------------------------------------------ | ------------------------------------------ |
| Phnom Penh Siem Reap                       | 1                                          | Phnom Penh                                 | –                                          | 2.281.951                                  | 11                                         | Chbar Mon                                  | Kampong Speu                               | 50.359                                     | Battambang Sisophon                        |
| Phnom Penh Siem Reap                       | 2                                          | Siem Reap                                  | Siem Reap                                  | 245.494                                    | 12                                         | Bavet                                      | Svay Rieng                                 | 43.783                                     | Battambang Sisophon                        |
| Phnom Penh Siem Reap                       | 3                                          | Battambang                                 | Battambang                                 | 119.251                                    | 13                                         | Doun Kaev                                  | Takéo                                      | 43.402                                     | Battambang Sisophon                        |
| Phnom Penh Siem Reap                       | 4                                          | Sisophon                                   | Banteay Meanchey                           | 99.019                                     | 14                                         | Svay Rieng                                 | Svay Rieng                                 | 41.424                                     | Battambang Sisophon                        |
| Phnom Penh Siem Reap                       | 5                                          | Poipet                                     | Banteay Meanchey                           | 98.934                                     | 15                                         | Kampong Chhnang                            | Kampong Chhnang                            | 41.080                                     | Battambang Sisophon                        |
| Phnom Penh Siem Reap                       | 6                                          | Ta Khmau                                   | Kandal                                     | 75.629                                     | 16                                         | Kampong Cham                               | Kampong Cham                               | 38.365                                     | Battambang Sisophon                        |
| Phnom Penh Siem Reap                       | 7                                          | Sihanoukville                              | Preah Sihanouk                             | 73.036                                     | 17                                         | Pailin                                     | Pailin                                     | 37.393                                     | Battambang Sisophon                        |
| Phnom Penh Siem Reap                       | 8                                          | Samraong                                   | Oddar Meanchey                             | 70.944                                     | 18                                         | Prey Veng                                  | Prey Veng                                  | 36.254                                     | Battambang Sisophon                        |
| Phnom Penh Siem Reap                       | 9                                          | Pursat                                     | Pursat                                     | 58.355                                     | 19                                         | Suong                                      | Tboung Khmum                               | 35.054                                     | Battambang Sisophon                        |
| Phnom Penh Siem Reap                       | 10                                         | Stueng Saen                                | Kampong Thom                               | 53.118                                     | 20                                         | Kampot                                     | Kampot                                     | 32.053                                     | Battambang Sisophon                        |

### Demografija
Prvi uradni popis, ki ga je izvedel Francoski protektorat Kambodža, je bil leta 1921; šteli pa so le moške od 20 do 60 let, saj je bil njen namen pobiranje davkov. Po popisu prebivalstva leta 1962 so državljanski konflikti in nestabilnost v Kambodži povzročili 36-letno vrzel, preden je država lahko imela še en uradni popis leta 1998.
Trenutno je 50 % kamboškega prebivalstva mlajših od 22 let. Z razmerjem med ženskami in moškimi 1,04 ima Kambodža najbolj pristransko razmerje med spoloma v podregiji Velikega Mekonga. Med kamboškim prebivalstvom, starejšim od 65 let, je razmerje med ženskami in moškimi 1,6:1.
Celotna stopnja rodnosti v Kambodži je bila leta 2018 2,5 otroka na žensko.

### Etnične skupine
Velika večina kamboškega prebivalstva je etničnega kmerskega porekla (več kot 95 %), ki govorijo kmerski jezik, edini uradni jezik v državi. Prebivalstvo Kambodže je večinoma homogeno. Njegove manjšinske skupine so Chami (1,2 %), Vietnamci (0,1 %) in Kitajci (0,1 %).
Največja etnična skupina v Kambodži so Kmeri, ki predstavljajo približno 90 % celotnega prebivalstva v Kambodži in so avtohtoni v nižinski podregiji Mekong, v kateri živijo. Kmeri so v zgodovini živeli blizu spodnjega toka reke Mekong v sosednjem diagonalnem loku, od koder se na severozahodu stikajo današnja Tajska, Laos in Kambodža, vse do izliva reke Mekong v jugovzhodnem Vietnamu.
Vietnamci so druga največja etnična manjšina v Kambodži, saj jih po ocenah 16.000 živi v provincah, zgoščenih na jugovzhodu države ob delti Mekonga. Čeprav je bil vietnamski jezik določen kot mon-kmerski jezik, je med obema narodoma zelo malo kulturnih povezav, ker je na zgodnje Kmere vplivala indijska kulturna sfera, medtem ko so Vietnamci del kitajske kulturne sfere. Etničnim napetostim med Kmeri in Vietnamci je mogoče slediti v obdobju po Angkorju (od 16. do 19. stoletja), v tem času sta nastajajoča Vietnam in Tajska poskušala vazalizirati oslabljeno Kambodžo po Angkorju in dejansko prevladovati nad celotnim Indokitajskim polotokom.
Kitajski Kambodžani predstavljajo približno 0,1 % prebivalstva. Večina Kitajcev izvira iz naseljencev v 19.–20. stoletju, ki so se ukvarjali s trgovino in priložnostmi v času Francoskega protektorata. Večina je mestnih prebivalcev, ki se ukvarjajo predvsem s trgovino.
Avtohtone etnične skupine v gorah so znane pod skupnim imenom Montagnards ali kmerski Loeu, izraz, ki pomeni "višavski Kmer". Izvirajo iz neolitskih migracij govorcev mon-kmerskega jezika prek južne Kitajske in govorcev avstronezijcev iz otoške jugovzhodne Azije. Ker so bile izolirane v visokogorju, različne kmerske skupine Loeu niso bile indijizirane kot njihovi kmerski bratranci in so posledično kulturno oddaljene od sodobnih Kmerov in pogosto drug od drugega ter upoštevajo številne običaje in verovanja iz časa predindijskega stika.
Chami izvirajo iz avstronezijskega ljudstva kraljestva Champa, nekdanjega kraljestva na obali osrednjega in južnega današnjega Vietnama in nekdanjega tekmeca kmerskega imperija. Chami v Kambodži štejejo manj kot milijon in imajo pogosto ločene vasi na jugovzhodu države. Skoraj vsi Chami v Kambodži so muslimani.

## Kultura
K kamboški kulturi prispevajo različni dejavniki, vključno s teravadskim budizmom, hinduizmom, francoskim kolonializmom, angkorsko kulturo in sodobno globalizacijo. Kamboško ministrstvo za kulturo in likovno umetnost je odgovorno za promocijo in razvoj kamboške kulture. Ta ne vključuje samo kulture nižinske etnične večine, temveč tudi približno 20 kulturno različnih hribovskih plemen, pogovorno znanih kot kmerski Loeu, izraz, ki ga je skoval Norodom Sihanuk, da bi spodbudil enotnost med višavci in nižinci.
Podeželski Kambodžani nosijo krama šal, ki je edinstven vidik kamboških oblačil. Sampeah je tradicionalni kamboški pozdrav ali način izkazovanja spoštovanja do drugih. Kmerska kultura, kot jo je razvil in razširil kmerski imperij, ima značilne sloge plesa, arhitekture in kiparstva, ki so se skozi zgodovino izmenjevali s sosednjimi Laosom in Tajsko. Angkor Vat (Angkor pomeni »mesto« in Vat pomeni »tempelj«) je najbolje ohranjen primer kmerske arhitekture iz obdobja Angkorja skupaj s stotinami drugih templjev, ki so bili odkriti v regiji in okolici.
Tradicionalno imajo Kmeri zabeležene informacije na Tra listih. V tralistnih knjigah so zapisane legende kmerskega ljudstva, Ramajana, izvor budizma in druge molitvene knjige. Zanje poskrbijo tako, da jih zavijejo v blago, da jih zaščitijo pred vlago in podnebjem.
Bon Om Touk (kamboški festival vode in lune), letno tekmovanje v veslanju s čolni, je najbolj obiskan kamboški nacionalni festival. Prirejajo ga ob koncu deževnega obdobja, ko se reka Mekong začne vračati nazaj na normalno raven in omogoči reki Tonlé Sap, da obrne tok. Približno 10 % prebivalstva Kambodže se vsako leto udeleži tega dogodka, se igra igre, se zahvaljuje luni, gledajo ognjemet, jedo in se udeležijo čolnarskih dirk v karnevalskem vzdušju.
Priljubljene igre so nogomet, brcanje sej, ki je podoben vreči za noge, in šah. Na podlagi klasičnega indijskega sončnega koledarja in teravadskega budizma je kamboško novo leto glavni praznik, ki se praznuje aprila.
Vsako leto Kambodžani obiščejo pagode po vsej državi, da obeležijo Pchum Ben (dan prednikov). Med 15-dnevnim festivalom ljudje molijo in darujejo hrano duhovom svojih mrtvih sorodnikov. Za večino Kambodžanov je to čas, ko se spomnijo svojih sorodnikov, ki so umrli med režimom Rdečih Kmerov v letih 1975–1979.

### Jeziki
Kmerski jezik je član mon-kmerske poddružine avstroazijske jezikovne skupine. Francoščino, nekoč vladni jezik v Francoski Indokini, še vedno govorijo številni starejši Kambodžani in je tudi učni jezik v nekaterih šolah in univerzah, ki jih financira francoska vlada. V francoskem jeziku je na voljo tudi časopis in nekateri televizijski kanali. Kambodža je članica La Francophonie. Kamboška francoščina, ostanek kolonialne preteklosti države, je v Kambodži narečje in se včasih uporablja v vladi, zlasti na sodišču. Od leta 1993 se vse pogosteje uporablja angleščina, ki nadomešča francoščino kot glavni tuji jezik. Angleščino pogosto poučujejo na več univerzah in v tem jeziku je tudi veliko tiska, medtem ko so ulični napisi zdaj dvojezični v kmerščini in angleščini. Zaradi tega premika se zdaj v mednarodnih odnosih Kambodže večinoma uporablja angleščina, ki je nadomestila francoščino tako na kamboških znamkah kot od leta 2002 tudi na kamboški valuti.
Kmerska pisava izhaja iz južnoindijske pisave Pallava.

### Vera
Teravadski budizem je uradna vera Kambodže, ki jo izvaja več kot 95 odstotkov prebivalstva z ocenjenimi 4392 samostanskimi templji po vsej državi. Kamboški budizem je pod močnim vplivom hinduizma in domačega animizma.
Tesen medsebojni odnos med duhovi in skupnostjo, učinkovitost apotropejskih in srečno privabljajočih dejanj in čarovnic ter možnost manipuliranja s svojim življenjem preko stika z duhovnimi entitetami, kot so duhovi »baromeji«, izvirajo iz domače ljudske vere. Hinduizem je pustil le malo sledi onkraj magičnih praks tantrizma in množice hindujskih bogov, ki so zdaj asimilirani v svet duhov (na primer, pomemben duh neak ta, imenovan Yeay Mao, je sodobni avatar hindujske boginje Kali).
Mahajanski budizem je vera večine Kitajcev in Vietnamcev v Kambodži. Izvajajo se tudi elementi drugih verskih praks, kot je čaščenje ljudskih junakov in prednikov, konfucijanstvo in taoizem, mešanica s kitajskim budizmom.
Islam sledita približno 2 % prebivalstva in je na voljo v treh različicah, dve prakticirajo ljudje Chami, tretjo pa potomci Malajcev, ki v državi prebivajo več generacij. Muslimansko prebivalstvo Kambodže naj bi bilo 80 % etničnih Chamov.

### Kuhinja
Tako kot v drugih državah jugovzhodne Azije je riž glavno žito. Pomemben del prehrane so tudi ribe iz rek Mekong in Tonlé Sap. Ponudba rib in ribjih izdelkov za prehrano in trgovino je od leta 2000 znašala 20 kilogramov na osebo ali 2 unči na dan na osebo. Nekatere ribe lahko pripravijo v prahok za daljše shranjevanje.
Kuhinja Kambodže vsebuje tropsko sadje, juhe in rezance. Ključne sestavine so kaffir limeta, limonska trava, česen, ribja omaka, sojina omaka, tamarind, ingver, omaka iz ostrig, kokosovo mleko in črni poper. Nekatere dobrote so num banh chok (នំបញ្ចុក), riba amok (អាម៉ុកត្រី) in aping (អាពីង). Država se ponaša tudi z različnimi lokalnimi uličnimi jedmi.
Francoski vpliv na kamboško kuhinjo vključuje kamboški rdeči curry s popečenimi bagetami. Popečene koščke bagete pomočijo v curry in pojedo. Kamboški rdeči curry jedo tudi z rižem in riževimi vermicelli rezanci. Verjetno najbolj priljubljena jed za večerjo, kuy teav, je juha z riževimi rezanci iz svinjske juhe s ocvrtim česnom, mlado čebulo in zeleno čebulo, ki lahko vsebuje tudi različne prelive, kot so goveje kroglice, kozice, svinjska jetra ali zelena solata. Poper kampot slovi kot najboljši na svetu in spremlja rakovice v Kep prigrizkih in lignje v restavracijah na reki Ou Trojak Jet. Kuhinja je v svetu relativno neznana v primerjavi s kuhinjo njenih sosed Tajske in Vietnama.

## Unescova svetovna dediščina v Kambodži
- Angkor (1992)
- Koh Ker: Arheološko najdišče starodavne Lingapure ali Chok Gargyar (2023)
- Tempelj Preah Vihear (2008)
- Tempeljska cona Sambor Prei Kuk, arheološko najdišče starodavne Ishanapure (2017)